# Consistoire Lille
Das Consistoire Lille, mit Sitz in der französischen Stadt Lille, wurde 1872 neu geschaffen. Es unterstand wie alle anderen regionalen Konsistorien dem Consistoire central israélite, das von Napoleon durch ein kaiserliches Dekret vom 15. März 1808 geschaffen wurde.
Nach der Niederlage im Deutsch-Französischen Krieg und dem Verlust des Elsass und Teilen Lothringens wanderte ein Teil der Bevölkerung, darunter viele Juden, als Optanten aus dem neu geschaffenen Reichsland Elsass-Lothringen nach Frankreich aus. Deshalb entstanden 1872 neue Konsistorien in Vesoul und Lille.

## Aufgaben
Die Konsistorien, die einen halbstaatlichen Status erhielten, sollten nach protestantischem Vorbild die inneren Angelegenheiten der jüdischen Glaubensgemeinschaft regeln. Das Konsistorium hatte den Kultus zu verwalten, die Juden zur Ausübung nützlicher Berufe anzuhalten und den Behörden die jüdischen Rekruten zu benennen.
In der dreigliedrigen hierarchischen Struktur stand oben das Consistoire central israélite (Zentrales Konsistorium) in Paris, dem die regionalen Konsistorien (Consistoires régionaux) unterstanden, und diesen waren die einzelnen jüdischen Gemeinden (communautés juives) untergeordnet. Die Konsistorien hatten die Aufgabe, die Religionsausübung innerhalb der staatlichen Gesetze zu überwachen und die Steuern festzulegen und einzuziehen, damit die Organe der jüdischen Konfession ihre Ausgaben bestreiten konnten.
Mit dem 1905 in Kraft getretenen Gesetz zur Trennung von Kirche und Staat endete die Zeit der Konsistorien. Die jüdischen Gemeinden mussten sich nun als Vereinigungen (associations) konstituieren und ohne staatliche Zuwendungen auskommen.

## Mitglieder
Jedes regionale Konsistorium besaß einen Großrabbiner und vier Laienmitglieder, die von den jüdischen Notabeln der angeschlossenen Gemeinden gewählt wurden.

## Gemeinden
Nach dem Calendrier à l'usage des israélites für 1875/76 war das Konsistorium Lille für die jüdischen Gemeinden der Départements Aisne, Ardennes, Marne, Nord, Pas-de-Calais und Somme zuständig:
- Jüdische Gemeinde Lille (bis 1871 beim Consistoire Paris)
- Jüdische Gemeinde Amiens
- Jüdische Gemeinde Boulogne-sur-Mer
- Jüdische Gemeinde Châlons-en-Champagne (bis 1871 beim Consistoire Paris)
- Jüdische Gemeinde Epernay
- Jüdische Gemeinde Reims (bis 1871 beim Consistoire Paris)
- Jüdische Gemeinde Roubaix
- Jüdische Gemeinde Saint-Quentin
- Jüdische Gemeinde Sedan (bis 1871 beim Consistoire Metz)
- Jüdische Gemeinde Valenciennes (bis 1871 beim Consistoire Paris)
- Jüdische Gemeinde Vitry-le-François